# Erdbeben von Sarand 2005
Das Erdbeben von Sarand ereignete sich am 22. Februar 2005 gegen 05:55 Uhr Ortszeit (03:25 MEZ) in der Provinz Kerman im Südosten Irans. Es war ein Erdbeben der Stärke 6,4 auf der Momenten-Magnituden-Skala. Das Hypozentrum lag in 14 Kilometer Tiefe etwa 60 Kilometer nordwestlich der Provinzhauptstadt Kerman nahe der Kleinstadt Sarand, die weitgehend zerstört wurde. Der iranische Stab für Naturkatastrophen bezifferte darüber hinaus die Zerstörung mehrerer Dörfer in der Umgebung auf 20 bis 70 Prozent. Etwa 30.000 Menschen in 40 Dörfern waren von dem Erdbeben betroffen. Die meisten Gebäude in der armen, schwach besiedelten Region sind aus Lehmziegeln errichtet, die Erdbeben kaum widerstehen können.
Die Zahl der Toten wird mit 612 angegeben, 1411 Personen wurden verletzt. Etwa 8000 Wohneinheiten wurden zerstört oder beschädigt. Da mehrere Straßen in der Region blockiert wurden und starke Regenfälle am Tag des Bebens die Bergungsarbeiten behinderten, wurde zunächst mit deutlich höheren Opferzahlen gerechnet. Die geschätzte Zahl der Verletzten schwankte je nach Quelle zwischen 1000 (staatliches Fernsehen) und 5000 (Rettungsärzte).
Am 26. Dezember 2003 hatte sich in derselben Provinz etwa 250 Kilometer südöstlich von Sarand bei der Stadt Bam ein Erdbeben der Stärke 6,6 ereignet, dem mindestens 26.000 Menschen zum Opfer fielen. Im Sommer 2004 kam es in der Region zu einem weiteren, aber leichteren Beben.
Bereits 1981 ereigneten sich in der Provinz Kerman schwere Beben, im Juni bei Golbaf mit der Stärke 6,9 und im Juli bei Sirj und Schahdad (Shahdad) mit der Stärke 7,3.